# Rashid al-Din
Rashid al-Din Fadl Allah Hamadani (în persană: |رشیدالدین فضل‌الله همدانی) a fost istoric, fizician, cărturar și conducător administrativ oficial al unor conducători mongoli din Iran la sfârșitul secolulul al XIII-lea și începutul secolului al XIV-lea.

## Biografie
Născut în 1248, Rashid al-Din a crescut într-o comunitate evreiască relativ prosperă din Hamadan-ul medieval din vestul Iranului. În această perioadă Iranul se află sub conducerea dinastiei mongole Ilkhan (1265-1335) ce permite creștinilor și evreilor să acceadă la diferite cariere profesionale, dar cu patroni mongoli.
Informațiile despre viața lui Rashid al-Din din perioada copilăriei sunt puține, dar se știe că tatăl său a fost farmacist și însuși tânărul Rashid al-Din a urmat studii în domeniul medical. Ca primă ocupație, a servit drept medic la curtea lui Ilkhan Abaqa (1265-1282), iar până la domnia lui Arghun (1284-1291) apar scrise foarte puține lucruri despre el. Se pare că ar fi continuat să practice medicina, dar sursele istorice descriu relațiile sale din ce în ce mai puternice cu emirii mongoli și cu alte elite în ceea ce privește problemele guvernamentale și politice.
Istoricul Ahmad Husain Ali Katib vorbește despre Rashid al-Din ca fiind un călător fervent în primii ani ai carierei sale, iar taxonomia detaliată din '''Athar wa Ahya''' despre copaci, plante și alte ierburi din Iran și Asia Centrală relevă un medic-cărturar ce a călătorit mult în interes medical și cărturăresc. O parte a peregrinărilor sale pare a fi o cauză a deciziei lui de a părăsi curtea Ilkhanidă în anul 1295, perioadă a unei intense crize fiscale urmată de o încercare revenire rezultată din  introducerea unei bancnote de hârtie (ch’ao) bazată pe o încercare anterioară a băncii naționale chineze.
Ulterior, numele lui Rashid al-Din apare la sfârșitul anilor 1290, perioadă în care se convertește la islam și în care devine administrator promițător la curtea lui Ghazan Khan (1298-1305). A fost numit de către conducătorul mongol șef vizir al imperiului Ilkhan, înlocuindu-l pe Sadr al-Din Zanjani, care mai apoi a fost executat pentru menționarea anterioară prăbușirii valutei. Din această perioadă începe să se bucure de o avansare puternică și o recunoaștere în mediul elitelor mongole și în administrație.
După convertirea la islam a ajuns să critice și să deteste tot ce nu era islamic , inclusiv pe compatrioții săi evrei . Așa se face că într-una din scrieriile sale se plângea că soția unui han construia în fiecare zi o biserică , ea fiind creștină , iar el detesta asta .
În 1299 a fost numit șef al administrației (sahib-divan) și deputat (na’ib) și areanjează căsătorii diplomatice ale fiilor și fiicelor sale cu nobili proeminenți, emiri turco-mongoli, cărturari religioși și administratori de rang înalt. Se consideră că în timpul vieții sale Rashid al-Din a reușit să strângă o avere impresionantă și că o mare parte din aceasta a fost canalizată spre cumpărarea de pământuri și dezvoltarea acestora. Conform ''Waqf Nama-i Rab’i Rashidi''  (1310) Rashid al-Din deținea proprietăți în Iranul central-vestic și în Azerbaijan: Abarquh, Hamadan, Isfahan, Maragha, Mawsil, Sultaniyya, Shiraz, Tabriz și Yazd. O parte din veniturile sale erau folosite în scopuri caritabile – madrasate (școli), ospicii și lucrări publice -, iar o alta a ajutat la crearea și dezvoltarea unor așezări și orașe.
Nu există îndoială că Rashid al-Din a jucat un rol esențial într-o serie de reforme agrare și administrative dure instituite de Ghazan Khan pe la începutul anilor 1300. Impozitarea excesivă în combinație cu avariția birocratică și guvernamentală au dus la părăsirea de către țărani a zonelor agrare care fuseseră la un moment dat prospere și care nu se vor recupera niciodată complet în urma invaziilor mongole. În anul 1304 Ghazan Khan le interzice guvernatorilor dreptul de a colecta impozitele în provinciile lor și trimite scribi în teritoriu pentru a înregistra nivelurile de impozitare. Ca urmare a acestei reforme veniturile vistieriei mongole se dublează, iar țăranii și orășenii musulmani deopotrivă se pot bucura de un guvern responsabil.
Cu toate acestea, perioada mongolă a constituit un moment de instabilitate pentru șefii administrației deoarece de multe ori descopereau că sunt victimele unor intrigi ale curții, iar Rahid al-Din nu face excepție. În ultimii ani de viață a fost forțat să se confrunte cu rivalitatea și opoziția covizirului său, Taj al-Din Ali Shah, după ce succesosul lui Ghazan, Oljeitu, ajunge la putere în 1305. Mașinațiile ajung atât de departe încât Oljeitu dă un decret prin care imperiul ar trebuit să se dividă în așa fel încât să poată administra anumite provincii de interes. Astfel, lui Rashid al-Din i-au revenit Luristan, Kirman, Fars și Iraq’I Ajam.
Rashid al-Din va supraviețui și celei de-a șaptea încoronări mongole în anul 1317, dar în cele din urmă cade pradă intrigilor lui Taj al-Din în iulie 1318 și este acuzat, condamnat și executat pentru otrăvirea lui Oljeitu.

## Activitatea lui Rashid al-Din

### Jami’ al Tavarikh
În ciuda faptului că a scris numeroase tratate de teologie, medicină, epistologie, administrație și agronomie, cea mai cunscută operă a lui Rashid al-Din și cea care a rezistat cel mai bine în timp este Jami’ al-Tavarikh (en: The Collection of Histories).  Din perspectiva istoriei persano-islamice, cartea este de neegalat în ceea ce privește domeniul său de aplicare, metodologie istorică pentru înțelegerea lumii turco-mongole a secolelor al XIII-lea și al XIV-lea.
Lucrarea a fost scrisă la început din comanda lui Ghazan Khan, istorie prin care dorea să stabilească și să înregistreze domnia sa în Iran. Când textul i-a fost prezentat în mod formal  fratelui și succesorului lui Ghazan, Oljeitu, s-a stabilit ca proiectul să fie mărit și să includă o istorie generală a invaziei mongole și  stabiliriea unuia dintre cele mai mari imperii până la acea dată din Eurasia. Astfel, Jami’ al-Tavarikh cuprinde o serie de istorii a Chinei, Indiei, Iranului pre-islamic și a Asiei Centrale și în același timp se concentrează pe istoria eveilor, a comunității musulmane (ummah) , a primilor patru califi (Rashiduni) și a francilor creștini , considerați necredincioși (europenii).
Pentru acest proiect Rashid al-Din a utilizat o gamă largă de limbaje – persan, arab, ebraic, turc și mongol. Abordarea lui istoriografică a oferit nume și surse pentru o mare parte a materialului folosit în parțile de început ale lucrării. Din acest motiv, Rashid al-Din poate fi considerat unul dintre primii istorici ai tradiției medievale persano-islamice.
Altan Debter (en: Golden Book) este una din sursele importante ale istoriei scrise de Rashid al-Din, insă în momentul de față nu mai există nici o copie a acesteia. Textul a fost o istorie mongolă indigenă care s-a bucurat de succes la curtea lui Kara Korum. Nici o persoană care nu era mongolă nu avea voie să o atingă, dar se știe că i s-au transmis pe cale orală conținuturile lui Rashid al-Din, cel mai probabil de către Boland Chingsang. După cum susține istoricul mongol David Morgan, prezentarea istoriei mongole a lui Rashid al-Din a fost scrisă în așa fel încât primul său sponsor, Ghazan Khan , să fie prezentat într-o lumină cât mai favorabilă. Această istorie imensă este produsul unei erudiții și industrii puternice, iar istoricii medievali apreciază statutul autoritar al lui Rashid al-Din în ceea ce privește reformele și conducerea lui Ghazan Khan.